# Suriname aux Jeux sud-américains
 (juin 2025).
Si vous disposez d'ouvrages ou d'articles de référence ou si vous connaissez des sites web de qualité traitant du thème abordé ici, merci de compléter l'article en donnant les références utiles à sa vérifiabilité et en les liant à la section « Notes et références ».
Le Suriname n'a pas participé à tous les Jeux sud-américains de manière continue. Il participa pour la première fois à cette compétition lors de la quatrième édition qui eut lieu à Lima en 1990.

## Historique des médailles
| Année | Pays      | Lieu              | Position | Or | Argent | Bronze | Total |
| ----- | --------- | ----------------- | -------- | -- | ------ | ------ | ----- |
| 1990  | Pérou     | Lima              | 9/10     | 2  | 0      | 1      | 3     |
| 1994  | Venezuela | Valencia          | 13/14    | 0  | 3      | 0      | 3     |
| 1998  | Équateur  | Cuenca            | 8/14     | 4  | 0      | 3      | 7     |
| 2002  | Brésil    | Brésil            | 14/14    | 0  | 0      | 0      | 0     |
| 2006  | Argentine | Buenos Aires      | 15/15    | 0  | 0      | 1      | 1     |
| 2010  | Colombie  | Medellín          | 13/15    | 0  | 0      | 2      | 2     |
| 2014  | Chili     | Santiago du Chili |          |    |        |        |       |
| Total | Total     |                   |          | 6  | 3      | 7      | 16    |